# Maria Du Tian
Św. Maria Du Tian (chiń. 婦杜田瑪利) (ur. 1858 r. w Shenzhou, Hebei w Chinach – zm. 29 czerwca 1900 r. w Du, Hebei) – święta Kościoła katolickiego, męczennica.
Maria Du Tian urodziła się w 1858 r. w Shenzhou w prowincji Hebei. Wyszła za mąż za Du Yonghe ze wsi Du. Mieli dwóch synów i trzy córki.
Podczas powstania bokserów doszło w Chinach do prześladowania chrześcijan. W czasie, gdy bokserzy napadli na wieś Du, ich najstarsza córka była już mężatką i mieszkała gdzie indziej. Maria, jej dwóch synów (Mateusz i Tymoteusz) i dwie córki ukrywali się niedaleko wsi w dole przykrytym trzciną. Zostali znalezieni przez bokserów 29 czerwca 1900 r. Ponieważ odmówili wyrzeczenia się wiary, zostali zamordowani.
Dzień jej wspomnienia to 9 lipca (w grupie 120 męczenników chińskich).
Została beatyfikowana razem z córką Magdaleną Du Fengju 17 kwietnia 1955 r. przez Piusa XII w grupie Leon Mangin i 55 Towarzyszy. Kanonizowana w grupie 120 męczenników chińskich 1 października 2000 r. przez Jana Pawła II.